# 첼롤레
첼로레(이탈리아어: Cellole)는 이탈리아 캄파니아주 카세르타도에 있는 코무네다. 나폴리로에서 북서쪽으로 50km, 카세르타에서는 북서쪽으로 45km거리에 있다.